# Metadelrioïta
La metadelrioïta és un mineral de la classe dels òxids. Rep el nom pel fet de ser una delrioïta deshidratada.

## Característiques
La metadelrioïta és un òxid de fórmula química CaSr(V₂O₆)(OH)₂. Es tracta d'una espècie aprovada per l'Associació Mineralògica Internacional, i publicada per primera vegada el 1970. Cristal·litza en el sistema triclínic. La seva duresa a l'escala de Mohs és 2.
L'exemplar que va servir per a determinar l'espècie, el que es coneix com a material tipus, es troba conservat al Museu Nacional d'Història Natural, l'Smithsonian, situat a Washington DC (Estats Units), amb el número de registre: 128296.

## Formació i jaciments
Va ser descoberta a la mina Jo Dandy, situada a la vall de Paradox, dins el districte miner d'Uravan, al comtat de Montrose (Colorado, Estats Units). També ha estat descrita al districte miner de Pahranagat, al comtat de Lincoln (Nevada, Estats Units). Aquests dos indrets són els únics de tot el planeta on ha estat descrita aquesta espècie mineral.